# Микаев, Сергей Николаевич
Сергей Николаевич Мика́ев  (род. 15 августа 1986) — российский космонавт-испытатель отряда ФГБУ «НИИ ЦПК имени Ю. А. Гагарина». Опыта космических полётов не имеет. До поступления в отряд космонавтов проходил службу в Воздушно-космических силах Вооружённых сил России. Военный лётчик 1-го класса.

## Ранние годы, учёба и воинская служба
Сергей Микаев родился 15 августа 1986 года в Иркутске.
После окончания школы поступил в Краснодарское высшее военное авиационное училище лётчиков (специальность «Эксплуатация воздушных судов и организация воздушного движения»), которое окончил 17 октября 2008 года, с присвоением квалификации «инженер» и воинского звания «лейтенант».
С ноября 2008 по 12 ноября 2018 года проходил службу на аэродроме Черниговка Приморского края. Вначале лётчиком, затем, до декабря 2012 года, старшим лётчиком авиационного звена (в/ч 21806, 62231). С декабря 2012 по сентябрь 2016 года служил начальником воздушно-огневой и тактической подготовки в/ч 62231, 78018. Летал на самолётах Су-25, участвовал в военной операции в Сирии.
В сентябре 2016 года Микаев был назначен командиром авиационного звена 18-го гвардейского штурмового авиационного полка (в/ч 78018), получил воинское звание гвардии майор.

## Космическая подготовка
14 марта 2017 года Сергей Микаев подал заявление на участие в начавшемся очередном наборе в отряд космонавтов ФГБУ «НИИ ЦПК имени Ю. А. Гагарина». 23 апреля 2018 года получил допуск Главной медицинской комиссии. 9 августа 2018 года его кандидатура была рассмотрена на заседании конкурсной комиссии, 10 августа 2018 года по результатам заседания межведомственной комиссии (МВК) был назван кандидатом в космонавты.
12 ноября 2018 года был переведен в ЦПК имени Ю. А. Гагарина, зачислен в отряд космонавтов и приступил к общекосмической подготовке.
22 января 2019 года в составе условного экипажа вместе с Константином Борисовым и Олегом Платоновым приступил к тренировкам по действиям после посадки в лесисто-болотистой местности зимой («зимнее выживание»).
С 26 по 30 августа в составе группы кандидатов в космонавты прошёл водолазную подготовку в Ногинском спасательном центре МЧС России. 30 августа 2019 года успешно сдал экзамен, и ему была присвоена квалификация «водолаз».
В октябре 2019 года в составе условного экипажа вместе с Денисом Матвеевым и Олегом Платоновым прошёл полный цикл «водного выживания» («сухая», «длинная» и «короткая» тренировки) на базе Универсального морского терминала «Имеретинский» на Чёрном море в Адлерском районе города Сочи.
25 ноября 2020 года сдал государственный экзамен по итогам окончания курса общекосмической подготовки.
2 декабря 2020 года решением Межведомственной квалификационной комиссии (МВКК) по итогам заседания в ЦПК имени Ю. А. Гагарина ему была присвоена квалификация космонавта-испытателя.
20 января 2022 года на заседании Межведомственной комиссии был утверждён в качестве бортинженера основного экипажа экспедиции МКС-71. В феврале 2022 года в составе условного экипажа вместе с Александром Горбуновым и Алексеем Зубрицким участвовал в тренировке по действиям после нештатной посадки спускаемого аппарата в степи зимой. В июне 2022 года экипаж МКС-71 в составе Сергея Рыжикова, Сергея Микаева и Александра Гребёнкина участвовал в тренировках по действиям после посадки космического корабля на водную поверхность. 14 февраля 2023 года экипаж в том же составе вместе с астронавтом Доналдом Петтитом отработал навыки выживания в зимнем лесу.
В мае 2023 года на сайте ЦПК имени Ю. А. Гагарина появилась информация, что Сергей Микаев проходит подготовку в качестве бортинженера дублирующего экипажа космической экспедиции МКС-72 и основного экипажа МКС-73. 21 августа 2024 года решением Межведомственной комиссии по отбору космонавтов назначен бортинженером в основной экипаж экспедиции МКС-74 и корабля «Союз МС-28».

## Награды
- медали «За отличие в военной службе» I, II и III степени;
- медаль «Участнику военной операции в Сирии»;
- медаль «За отличие в учениях»;
- знак отличия «За заслуги» воздушно-космических сил.

### Квалификации
- военный лётчик 1-го класса;
- водолаз (30 августа 2019 года);
- космонавт-испытатель (2 декабря 2020 года)[5].

## Семья, увлечения
Сергей Микаев женат, воспитывает троих детей.